# ۹۸۹ (خورشیدی)
۹۸۹ نهصد و هشتاد و نهمین سال هجری خورشیدی است.